# San Jerónimo, Comonfort
San Jerónimo är en ort i Mexiko.   Den ligger i kommunen Comonfort och delstaten Guanajuato, i den centrala delen av landet, 230 km nordväst om huvudstaden Mexico City. San Jerónimo ligger 1 805 meter över havet och antalet invånare är 384.
Terrängen runt San Jerónimo är kuperad norrut, men söderut är den platt. Runt San Jerónimo är det ganska tätbefolkat, med 134 invånare per kvadratkilometer. Närmaste större samhälle är San Miguel de Allende, 18,2 km norr om San Jerónimo. I omgivningarna runt San Jerónimo växer huvudsakligen savannskog.